# Diecezja Luoyang
Diecezja Luoyang (łac. Dioecesis Loiamensis, chiń. 天主教洛阳教区) – rzymskokatolicka diecezja ze stolicą w Luoyangu, w prowincji Henan, w Chińskiej Republice Ludowej. Biskupstwo jest sufraganią archidiecezji Kaifeng.

## Historia
25 maja 1929 papież Pius XI brewe Nobis ex alto erygował prefekturę apostolską Luoyang. Dotychczas wierni z tych terenów należeli do wikariatu apostolskiego Zhengzhou (obecnie diecezja Zhengzhou). 28 stycznia 1935 podniesiono ją do rangi wikariatu apostolskiego.
W wyniku reorganizacji chińskich struktur kościelnych dokonanych przez Piusa XII 11 kwietnia 1946 wikariat apostolski Luoyang został podniesiony do rangi diecezji.
Z 1950 pochodzą ostatnie pełne, oficjalne kościelne statystyki. Diecezja Luoyang liczyła wtedy:
- 10 122 wiernych (0,3% społeczeństwa)
- 33 kapłanów (8 diecezjalnych i 25 zakonnych)
- 25 sióstr zakonnych
- 11 parafii.

Od zwycięstwa komunistów w chińskiej wojnie domowej w 1949 diecezja, podobnie jak cały prześladowany Kościół katolicki w Chinach, nie może normalnie działać. Bp Assuero Teogano Bassi SX został wydalony z komunistycznych Chin w 1954.
W 1962 sakrę biskupią bez zgody papieża przyjął Paul Chi Minyuan czym zaciągnął na siebie ekskomunikę latae sententiae. Jedno źródło podaje, że od 1953 miał on być koadiutorem diecezji Luoyang. Był on jedynym ordynariuszem Luoyangu z nominacji Patriotycznego Stowarzyszenia Katolików Chińskich.
W 1987 potajemnie i w łączności z papieżem sakrę biskupią przyjął ks. Peter Li Hongye - były długoletni więzień obozów pracy, gdzie trafił, gdyż jako kapłan nie chciał podporządkować się Patriotycznemu Stowarzyszeniu Katolików Chińskich. Również w późniejszych latach był prześladowany, np. lata 2001 - 2004 spędził w areszcie domowym. Jego sakry nigdy nie uznały władze w Pekinie. Zmarł przewodnicząc liturgii Nocy Paschalnej w 2011.
W 2011 diecezja Luoyang liczyła (dane mogą być niepełne):
- ok. 10 000 wiernych
- 19 kapłanów (18 podziemnych i 1 oficjalny)
- 30 sióstr zakonnych[4].

Od śmierci bpa Li Hongye biskupstwo pozostaje nieobsadzone.

## Biskupi
- Assuero Teogano Bassi SX
  - prefekci apostolski (1930 – 1935)
  - wikariusz apostolski (1935 – 1946)
  - biskup (1946 - 1970) de facto wydalony z komunistycznych Chin w 1954, nie miał po tym czasie realnej władzy w diecezji
- sede vacante (być może urząd sprawował biskup(i) Kościoła podziemnego) (1970 – 1987)
- Peter Li Hongye (1987 - 2001)
- sede vacante (być może urząd sprawuje biskup Kościoła podziemnego) (2011 – nadal)

### Antybiskup
Ordynariusz mianowany przez Patriotyczne Stowarzyszenie Katolików Chińskich nieposiadający mandatu papieskiego:
- Paul Chi Minyuan (1962 – 1967[5]).